# 弁天町 (瀬戸市)
弁天町（べんてんちょう）は、愛知県瀬戸市菱野連区の町名。丁番を持たない単独町名である。

## 地理
- 瀬戸市の南西部に位置する[8]。西を幡中町・新田町、北を東菱野町・西米泉町・東米泉町、東を石田町・南山口町、南を台六町と隣接している[8]。
- 山林・農地に自動車・化成・ガス・建築関係の工場が混在する[8]。

### 河川
- 矢田川（山口川）[8] ： 町の北端、東米泉町・西米泉町・東菱野町との町境を西流している。
- 大六川（矢田川支流） ： 町の中央部を北流し、北部で矢田川に注ぎ込んでいる。
- 弁天川（矢田川支流）[8] ： 町の西端、新田町との町境を北流し、北西端で矢田川に注ぎ込んでいる。

- 矢田川（弁天町・西米泉町境）
- 大六川（弁天町内）

### 学区
市立小・中学校に通う場合、学区は以下の通りとなる。また、公立高等学校普通科に通う場合の学区は以下の通りとなる。
| 番・番地等 | 小学校               | 中学校             | 高等学校 |
| ---------- | -------------------- | ------------------ | -------- |
| 全域       | 瀬戸市立幡山西小学校 | 瀬戸市立幡山中学校 | 尾張学区 |

## 歴史

### 町名の由来
幡山中学校の正門横にある池は、ほとりに弁天様が祀ってあるところから弁天池と呼ばれており、この池の北側の地を弁天町と呼ぶようになったといわれる。

### 沿革
- 1979年（昭和54年）12月1日 - 瀬戸市大字菱野字土取・城下・西脇・前田・羽根島・諸砂・新田・山之神・前田洞・大六・台六の各一部により、同市弁天町として成立[2]。

## 世帯数と人口
2024年（令和6年）2月1日現在の世帯数と人口は以下の通りである。
| 町丁   | 世帯数 | 人口 |
| ------ | ------ | ---- |
| 弁天町 | 45世帯 | 84人 |

### 人口の変遷
国勢調査による人口の推移
| 1995年（平成7年）  | 73人 | [ 12 ] |  |
| 2000年（平成12年） | 82人 | [ 13 ] |  |
| 2005年（平成17年） | 81人 | [ 14 ] |  |
| 2010年（平成22年） | 96人 | [ 15 ] |  |
| 2015年（平成27年） | 92人 | [ 16 ] |  |
| 2020年（令和2年）  | 87人 | [ 17 ] |  |

### 世帯数の変遷
国勢調査による世帯数の推移。
| 1995年（平成7年）  | 40世帯 | [ 12 ] |  |
| 2000年（平成12年） | 41世帯 | [ 13 ] |  |
| 2005年（平成17年） | 39世帯 | [ 14 ] |  |
| 2010年（平成22年） | 45世帯 | [ 15 ] |  |
| 2015年（平成27年） | 46世帯 | [ 16 ] |  |
| 2020年（令和2年）  | 44世帯 | [ 17 ] |  |

## 交通

### 鉄道
町内に鉄道は走っていない。最寄り駅は愛知環状鉄道・愛知環状鉄道線瀬戸口駅になる。

### バス
町内にバスは走っていない。最寄りのバス停は、名鉄バス「東山線」【18】系統の南山口町バス停、または、瀬戸市コミュニティバス「本地線」の新田町バス停になる。

### 道路
町内に国道・県道は通っていない。

## その他

### 日本郵便
- 郵便番号 : 489-0945[6]（集配局：瀬戸郵便局[18]）。